# جوزيف مكابي
جوزيف مكابي (بالإنجليزية: Joseph McCabe)‏ هو شخصية أعمال جنوب أفريقي، ولد في 1816 في كيب تاون في جنوب أفريقيا، وتوفي في 28 فبراير 1865 في موليبولول في بوتسوانا.